# Vidua regia
La viuda real (Vidua regia) es una especie de ave paseriforme perteneciente a la familia Viduidae. Viven en África del Sur, desde Angola a Mozambique. Su hábitat son los Pastizales y matorrales templados. Es un parásito del Uraeginthus granatinus. Es una especie no amenazada según la IUCN.

## Subespecies
La Vidua regia  posee dos subespecies:
- Vidua regia regia .
- Vidua regia woltersi.